# سدم أزرق
السُدم الأزرق (باللاتينية: Sedum caeruleum) نوع نباتي يتبع جنس السدم من الفصيلة المخلدية.

## الموئل والانتشار
موطنه المغرب العربي وصقلية وسردينيا وكورسيكا.

## مرادفات للاسم العلمي
- (باللاتينية: Oreosedum caeruleum (L.) Grulich)
- (باللاتينية: Anacampseros caerulescens Timb.-Lagr.)
- (باللاتينية: Sedum heptapetalum Poir.)